# José Abella y Garaulet
José Abella y Garaulet (c. 1800-c. 1884) fue un pintor español del siglo XIX.

## Biografía
Pintor valenciano, fue individuo supernumerario en la sección de pintura de la Academia de San Carlos de su ciudad natal. En la Exposición artística celebrada por el Liceo de Valencia en el año de 1845 presentó diferentes bodegones y fruteros, que fijaron la atención del público y motivaron elogios de la crítica. En el Museo provincial de dicha ciudad figuró con el número 464 un Cristo en lienzo, de su mano, de regular mérito, al menos según Ossorio y Bernard. Habría nacido en 1800 y fallecido hacia 1884.